# Bob Carlisle
Pour les articles homonymes, voir Carlisle (homonymie).
Bob Carlisle (1956 -) est un chanteur américain de musique chrétienne contemporaine. Il a joué dans plusieurs groupes, dont Allies, avant de lancer sa carrière en solo.

## Biographie
Bob Carlisle est né le 29 septembre 1956 à Los Angeles.

## Carrière
Il est surtout connu pour sa chanson Butterfly Kisses, qui parut sur son troisième album solo. Cette chanson d'abord intitulé Shades of Grace, coécrite avec Randy Thomas, ex-membre des Allies, lui valut le prix Grammy Awards de 1997 pour meilleure chanson country, ainsi que le Dove Awards pour meilleure chanson de l'année.

## Discographie

### Avec le groupe Allies
- Allies - 1985 (Light Records)
- Virtues - 1986 (Light Records)
- Shoulder To Shoulder - 1987 (DaySpring)
- Long Way From Paradise - 1989 (DaySpring)
- The River - 1990 (DaySpring)
- Man With A Mission - 1992 (DaySpring)

### En solo
- Bob Carlisle - 1993 (Sparrow Records)
- The Hope of a Man - 1993 (Sparrow Records)
- Shades of Grace later re-released as Butterfly Kisses (Shades of Grace) - 1997 (Diadem Music)
- Stories from the Heart - 1998 (Diadem Music)
- Butterfly Kisses & Bedtime Prayers - 1998
- Nothing But The Truth (La Verdad) - 2000 (Diadem Music)
- The Best of Bob Carlisle: Butterfly Kisses & Other Stories - 2002

### Collaborations
Avec Carla Bley et Paul Haines
- 1971 : Escalator over the Hill